# Marpissa tigrina
Marpissa tigrina is een spinnensoort in de taxonomische indeling van de springspinnen (Salticidae).
Het dier behoort tot het geslacht Marpissa. De wetenschappelijke naam van de soort werd voor het eerst geldig gepubliceerd in 1965 door Benoy Krishna Tikader.